# Collegio uninominale Campania 2 - 07 (2017)
Il collegio elettorale uninominale Campania 2 - 07 è stato un collegio elettorale uninominale della Repubblica Italiana per l'elezione della Camera dei deputati ta il 2017 ed il 2022.

## Territorio
Come previsto dalla legge elettorale italiana del 2017, il collegio era stato definito tramite decreto legislativo all'interno della circoscrizione Campania 2.
Era formato dal territorio di 14 comuni: Angri, Bracigliano, Castel San Giorgio, Corbara, Nocera Inferiore, Nocera Superiore, Pagani, Roccapiemonte, San Marzano sul Sarno, San Valentino Torio, Sant'Egidio del Monte Albino, Sarno, Scafati e Siano.
Il collegio era quindi interamente compreso nella provincia di Salerno e faceva parte del collegio plurinominale Campania 2 - 03.

## Eletti
| Elezione | Elezione | Deputato         | Partito            |
| -------- | -------- | ---------------- | ------------------ |
|          | 2018     | Virginia Villani | Movimento 5 Stelle |

## Dati elettorali

### XVIII legislatura
Come previsto dalla legge elettorale, 232 deputati erano eletti con sistema a maggioranza relativa in altrettanti collegi uninominali a turno unico.
| Candidati              | Candidati                  | Voti    | %     | Liste                           | Voti    | %     |
| ---------------------- | -------------------------- | ------- | ----- | ------------------------------- | ------- | ----- |
|                        | Virginia Villani ✔️ Eletto | 71 257  | 44,84 | Movimento 5 Stelle              | 71 257  | 44,84 |
|                        | Edmondo Cirielli           | 54 246  | 34,13 | Forza Italia                    | 28 976  | 18,23 |
| Noi con l'Italia - UDC | Edmondo Cirielli           | 54 246  | 34,13 | 10 090                          | 6,35    |       |
| Fratelli d'Italia      | Edmondo Cirielli           | 54 246  | 34,13 | 9 500                           | 5,98    |       |
| Lega                   | Edmondo Cirielli           | 54 246  | 34,13 | 5 680                           | 3,57    |       |
|                        | Mauro Maccauro             | 24 815  | 15,61 | Partito Democratico             | 19 757  | 12,43 |
| +Europa                | Mauro Maccauro             | 24 815  | 15,61 | 2 613                           | 1,64    |       |
| Civica Popolare        | Mauro Maccauro             | 24 815  | 15,61 | 1 357                           | 0,85    |       |
| Italia Europa Insieme  | Mauro Maccauro             | 24 815  | 15,61 | 1 088                           | 0,68    |       |
|                        | Dea Squillante             | 3 571   | 2,25  | Liberi e Uguali                 | 3 571   | 2,25  |
|                        | Erminia Maiorino           | 1 469   | 0,92  | Potere al Popolo!               | 1 469   | 0,92  |
|                        | Basilio De Martino         | 1 193   | 0,75  | Il Popolo della Famiglia        | 1 193   | 0,75  |
|                        | Giuseppe Fortunato         | 785     | 0,49  | Italia agli Italiani            | 785     | 0,49  |
|                        | Salvatore Pisapia          | 635     | 0,40  | CasaPound                       | 635     | 0,40  |
|                        | Marco Cuoco                | 492     | 0,31  | Partito Comunista               | 492     | 0,31  |
|                        | Rita Annarumma             | 172     | 0,11  | Per una Sinistra Rivoluzionaria | 172     | 0,11  |
|                        | Vincenzo Del Gaudio        | 155     | 0,10  | Partito Valore Umano            | 155     | 0,10  |
|                        | Maria Auricchio            | 136     | 0,09  | 10 Volte Meglio                 | 136     | 0,09  |
| Totale                 | Totale                     | 158 926 | 100   |                                 | 158 926 | 100   |
|                        |                            |         |       |                                 |         |       |
| Voti non validi        | Voti non validi            | 5 822   | 3,53  |                                 |         |       |
| Votanti                | Votanti                    | 164 748 | 72,04 |                                 |         |       |
| Elettori               | Elettori                   | 228 701 |       |                                 |         |       |